# Stylopauropus beauchampi
Stylopauropus beauchampi är en mångfotingart som beskrevs av Paul Auguste Remy 1947. Stylopauropus beauchampi ingår i släktet skaftfåfotingar, och familjen fåfotingar. Inga underarter finns listade i Catalogue of Life.